# とってもうれしいたけ
『とってもうれしいたけ』は、ロックバンドヤバイTシャツ屋さんのメジャー4枚目（通算7枚目）のシングル。2018年9月19日にユニバーサルシグマよりリリースされた。

## 解説
前作からおよそ4か月ぶりのシングルで、2nd LIVE DVD『Tank-top of the DVD Ⅱ』と同時リリースされた。岡崎体育による『KOKYAKU満足度1位』のMixを含め、全4曲収録している。
通常盤と初回限定盤の2形態でリリースされており、初回限定盤には『ヤバイＴシャツ屋さんのうれしいたけツアー』と題された、大阪府高槻市にある「高槻しいたけセンター」で遊ぶ姿を撮影した映像が収録されたDVDが付属している。通常盤、初回限定盤2形態ともにパッケージはデジパック仕様となっている。また、今作と2nd LIVE DVDとの同時購入者先着特典が、TOWER RECORDSやヴィレッジヴァンガード、その他店舗で実施された。

## 収録曲
全作詞・作曲：こやまたくや
1. KOKYAKU満足度1位
2. 君はクプアス
3. タンクトップくんのキャラソン
4. KOKYAKU満足度1位（岡崎体育 remix）